# Mas Llopard
El Mas Llopard és una obra de la Vall d'en Bas (Garrotxa) protegida com a Bé Cultural d'Interès Local.

## Descripció
Inicialment es deia cabana de Comaminassa i els primers documents daten del 1340. Fou possessió senyorial dels Puigpardines. Es tracta d'un assentament compost per diversos volums. El volum principal, de grans dimensions, destaca per la seva galeria d'arcs de mig punt en les dues plantes i coberta de dents de serra.